# Saria (wyspa)
Saria (gr. Σαριά) − niewielka grecka wyspa należąca do archipelagu Dodekanez.
Leży w administracji zdecentralizowanej Wyspy Egejskie, w regionie Wyspy Egejskie Południowe, w jednostce regionalnej Karpatos, w gminie Karpatos.